# 잇코 잇키
잇코 잇키(일본어: 一向一揆 잇코우잇키[*])는 센고쿠 시대 정토진종 혼간지(本願寺) 교단(일향종)의 신도들이 일으킨 잇키의 총칭이다.

## 개요
전란의 배제를 목표로 하는 정토진종 혼간지 교단이 무사, 농민, 상공업자 등을 조직화하여 형성된 종교적인 자치조직이다. 1488년, 가가국 슈고 도가시 마사치카(富樫政親)를 멸망시킨 것으로 그 세력이 널리 알려지게 되었다. 센고쿠 시대 말기, 오다 노부나가등에 의해 진압당하기 전까지, 전국 각지에서 안정되고 윤택한 마을을 구축하고 지배하였다. 본거지로 여겨지던 셋쓰국 오사카와 이세국 나가시마(長島), 미카와국 야하기가와(矢作川) 유역 등이 모두 습지대에 위치하고 있어, 고도의 치수 기술을 보유하고 있었던 것으로 보는 견해도 있다. 아사쿠라씨(朝倉氏)에게 빼앗긴 에치젠국 요시사키(吉崎)를 되찾기 위하여 몇 십번이나 대규모의 전투를 일으키거나(구즈류가와 전투(九頭竜川の戦い)), 잇키가 지나치게 확대되어 무가 정권의 기반을 위협하는 것을 두려워한 오다 노부나가와 호소카와 하루모토(細川晴元) 등의 중앙 권력자와의 싸움을 전개하는 등, 센고쿠 다이묘화하여 패권을 다투었다.
그러나, 1580년, 오다 노부나가와의 항쟁에 패배한 겐뇨(顕如)가 오사카 이시야마 혼간지에서 퇴거한 이후에는, 혼간지의 분열 소동 등 내분이 일어나 크게 세력이 약화되어 잇코 잇키라는 명칭은 보이지 않게 되었다.

## 주요 잇코 잇키
- 1466년 오미·가나모리 전투 - 사상 최초의 잇코 잇키
- 1480년 엣추 잇코 잇키(越中一向一揆)
- 1488년 가가 잇코 잇키(加賀一向一揆)
- 1531년 교로쿠·덴분의 난(享禄・天文の乱, 다이쇼 잇키(大小一揆)라고도 함.)
- 1532년 기나이 잇코 잇키(畿内, 나라奈良)
- 1563년 미카와 잇코 잇키(三河一向一揆)
- 1570년 이시야마 전투(石山合戦)
  - 1570년 나가시마 잇코 잇키(長島一向一揆)
  - 1574년 에치젠 잇코 잇키(越前一向一揆)

## 같이 보기
- 야마시나 혼간지
- 종교전쟁